# Serie Radeon HD 6000
La serie Radeon HD 6000 es una familia de GPU desarrollada por Advanced Micro Devices (AMD) que forma parte de su marca Radeon, basada en el proceso de 40 nm. Algunos modelos se basan en TeraScale 2 (VLIW5), otros en el nuevo TeraScale 3 (VLIW4) presentado con ellos.
Comenzando con esta familia, la antigua marca ATI se descontinuó oficialmente a favor de hacer una correlación entre los productos gráficos y la marca AMD para plataformas informáticas (las CPU y los conjuntos de chips). Por lo tanto, la marca AMD se utilizó como reemplazo. El logotipo de productos gráficos y tecnologías también recibió un cambio de imagen menor (utilizando elementos de diseño del logotipo 'AMD Vision' de 2010). Esto también marca el final del nombre 'Mobility Radeon' en las GPU de sus portátiles, manteniendo solo el sufijo 'M' en el número de modelo de GPU para indicar una variante móvil.
Su competidor directo fue la serie GeForce 500 de Nvidia; fueron lanzados aproximadamente con un mes de diferencia.

## Arquitectura
- Una GPU que implementa TeraScale 2 versión "Northern Island (VLIW5)" se encuentra en todos los modelos, excepto en los productos de la marca "HD 6900".

- El "HD 6350" se basa en TeraScale 2 "Evergreen".
- Una GPU que implementa TeraScale 3 versión "Northern Island (VLIW4)" se encuentra en los productos de la marca "HD 6900".
- El cumplimiento de OpenGL 4.x requiere compatibilidad con sombreadores FP64. Estos se implementan mediante emulación en algunas GPU TeraScale (microarquitectura)

## Productos
La serie 6800 fue el primer lote de la serie Radeon 6000. Con el nombre en código de "Northern Islands", esta serie fue lanzada el 22 de octubre de 2010, después de breves retrasos. Durante los meses siguientes, las tarjetas de presupuesto, gama media y gama alta se completaron en la serie.

### Radeon HD 6400
AMD lanzó la GPU Radeon HD 6400 de nivel de entrada el 7 de febrero de 2011. Con el nombre en código Caicos, llegó al mercado al mismo tiempo que las GPU Radeon HD 6500/6600 Turks. El único producto de Caicos, la Radeon HD 6450, pretendía reemplazar a la HD 5450. En comparación con la 5450, tiene el doble de procesadores de flujo, compatibilidad con GDDR5 y nuevas tecnologías de Northern Island.

### Radeon HD 6500/6600
Con el nombre en código Turks, estas GPU de nivel de entrada se lanzaron el 7 de febrero de 2011. La familia Turks incluye Turks PRO y Turks XT, que se comercializan como HD 6570 y HD 6670 respectivamente. Originalmente se lanzaron solo para OEM, pero luego se lanzaron al por menor.
Radeon HD 6570 y 6670 son actualizaciones menores de sus contrapartes Evergreen, las HD 5570 y 5670. Las GPU de Turks contienen 80 procesadores de flujo más y 4 unidades de textura más. También se actualizaron para admitir las nuevas tecnologías que se encuentran en las GPU de Northern Island, como HDMI 1.4a, UVD3 y 3D estereoscópico.

### Radeon HD 6700
Con nombre en código Barts LE , la Radeon HD 6790 se lanzó el 5 de abril de 2011. Hay un producto comercial disponible, la Radeon HD 6790. Barts usa sombreadores de la misma arquitectura VLIW de 5 vías que la serie HD 5000 .
- Radeon HD 6790 tiene 800 procesadores de flujo a 840 MHz, una interfaz de memoria de 256 bits y 1 GB GDDR5 DRAM a 1 GHz con un consumo máximo de energía de 150 W. El rendimiento es superior al de NVIDIA GTX 550 Ti y Radeon HD 5770, menos potente que Radeon HD 6850 y cercano a GTX 460 768MB y Radeon HD 5830.

AMD ha confirmado que las tarjetas HD 6700 utilizan los núcleos Juniper XT y Juniper Pro de la serie HD 5700 y, por lo tanto, no son GPU de Northern Islands formalmente. Por lo tanto, 6770 y 6750 son esencialmente 5770 y 5750 respectivamente, siendo la etiqueta la principal diferencia. Hay algunas mejoras en la serie 5700, que incluyen:
- En las tarjetas de la serie HD 6000, el decodificador de video universal de AMD se actualizó a la versión 3.0 que admitía códecs Blu-ray 3D, decodificación de hardware para DivX / XviD y una lista de otras mejoras. El HD 6750 y el HD 6770 agregan la capacidad de decodificación MVC de UVD 3.0, pero no el resto de las funciones de UVD 3.0.[2]
- Según AMD, estas tarjetas se actualizaron para admitir HDMI 1.4a pero sin las funciones 3D presentadas por UVD 3.0.

### Radeon HD 6800
Con nombre en código Barts , la serie Radeon HD 6800 se lanzó el 23 de octubre de 2010. Los productos incluyen Radeon HD 6850 y Radeon HD 6870. Barts usa sombreadores de la misma arquitectura VLIW de 5 vías que la serie HD 5000.
- La Radeon HD 6850 tiene 960 procesadores de flujo a 775 MHz, una interfaz de memoria de 256 bits y 1 GB de DRAM GDDR5 a 1 GHz con un consumo máximo de energía de 127 W. En comparación con la competencia, el rendimiento está en línea con las tarjetas de 1 GB de Nvidia GeForce GTX 460 . En comparación con los gráficos predecesores de la serie Radeon 5800, la 6850 es significativamente más rápida que la Radeon HD 5830 y se acerca al rendimiento de la Radeon HD 5850. El requisito de un solo conector de alimentación PCIe de 6 pines la hace adecuada para la mayoría de las fuentes de alimentación.
- Radeon HD 6870 tiene 1120 procesadores de flujo a 900 MHz (la mayoría de las GPU pueden funcionar con 980-1000 MHz), una interfaz de memoria de 256 bits y 1 GB de DRAM GDDR5 a 1,05 GHz (se puede overclockear a 1,2 GHz (4,8 GHz efectivos)) con un consumo máximo de energía de 151 W. El rendimiento es superior al de la GeForce GTX 460, comparable al de la GeForce GTX 560 e inferior al de la GeForce GTX 560 Ti. En comparación con las tarjetas gráficas predecesoras de la serie Radeon 5800, la HD 6870 es más rápida que la HD 5850 y se acerca al rendimiento de la Radeon HD 5870.[4]

### Radeon HD 6900
Esta familia incluye tres productos de gama alta diferentes, todos basados en TeraScale 3 (VLIW4)
Con el nombre en código Cayman, se esperaba que la serie Radeon HD 6900 se lanzara el 12 de noviembre de 2010. Estas fechas de lanzamiento se retrasaron más y Cayman se lanzó el 15 de diciembre de 2010. Los productos incluyen Radeon HD 6950 y Radeon HD 6970. Cayman se basa en nueva arquitectura VLIW de 4 vías, que se eligió sobre la antigua VLIW5 de AMD para reducir la complejidad en el diseño de los procesadores de flujo de AMD . Los estudios demostraron que pocas aplicaciones aprovecharon por completo la etapa adicional en un VLIW5 SP. Reducir los procesadores de flujo a VLIW4 le permite a AMD ahorrar en transistores para cada SP individual y agregar más en general en el futuro.
- En los juegos, el rendimiento de la HD 6970 es comparable al de NVIDIA GeForce GTX 570 y GTX 480. La Radeon HD 6950 es un poco más lenta que la 6970, comparable a un poco más rápida que la GTX 560 Ti y más rápida que la HD 5870. La HD 6950 Además, se descubrió que era casi idéntico al 6970 en diseño central, aunque el 6950 tiene una memoria GDDR5 de menor calificación. Aparte de eso, los dos solo diferían en el software BIOS flasheado. Como tal, una BIOS flash esencialmente actualizaría el 6950 a un 6970. AMD y sus socios abordaron esto más tarde cortando con láser los núcleos adicionales (en lugar de simplemente deshabilitarlos en BIOS) y/o usando diseños de tarjetas que no son de referencia que no funcionaría con un BIOS 6970. Algunos 6950 aún se pueden "desbloquear", pero es mucho más difícil y requiere una selección cuidadosa de la tarjeta y un BIOS personalizado.
- Con nombre en código Antillas la Radeon HD 6990 se lanzó el 9 de marzo de 2011. Cuenta con una velocidad de reloj del motor de referencia de 830 MHz, 3072 procesadores de flujo, rendimiento informático de 5.1 TFLOPS, 192 unidades de textura, 4 GB de Búfer de trama GDDR5 (DRAM) y potencia máxima de placa de 375 W.[6]
- La AMD Radeon HD 6990 (al igual que otras tarjetas AMD de la serie 6000) viene con un interruptor BIOS dual. Esto habilita lo que algunos afirman que es un 'Modo AMD Uber' oculto, sin embargo, se usa más comúnmente como una copia de seguridad cuando se actualiza el BIOS. (El mismo método utilizado para flashear el HD 6950 para que aparezca como un HD 6970)[7]

- AMD PowerTune se introdujo con la serie Radeon HD 6900.